# Roodrugsalamander
De roodrugsalamander (Plethodon cinereus) is een salamander uit de familie longloze salamanders (Plethodontidae). De soort werd voor het eerst wetenschappelijk beschreven door Jacob Green in 1818. Oorspronkelijk werd de wetenschappelijke naam Salamandra cinerea gebruikt.

## Uiterlijke kenmerken
Deze soort bereikt een lichaamslengte van ongeveer 10 centimeter en is relatief eenvoudig te herkennen aan de rode tot roestbruine streep op de rug van de meeste exemplaren. Hoewel de zigzagsalamander (Plethodon dorsalis) deze streep meestal ook heeft, zijn deze twee soorten toch makkelijk uit elkaar te houden door een andere lichaamsbouw. De roodrugsalamander is zeer slank en glad en de poten staan enigszins uit elkaar, ook heeft deze soort een lange zijdelings afgeplatte staart en duidelijk zichtbare ribben. De basiskleur is meestal bruin, soms bruingrijs tot zwart. Er komen ook melanische exemplaren voor waarbij de streep ontbreekt.

## Verspreiding en habitat
De habitat bestaat uit vochtige gebieden met een strooisellaag zoals bossen, heidevelden en graslanden met mos. De roodrugsalamander blijft meestal in de buurt van water, hoewel het een typische landbewoner is. Deze soort houdt van wat koelere watertemperaturen en waar hij voorkomt is de salamander meestal erg talrijk. Het verspreidingsgebied beslaat delen van Noord-Amerika, van het noordoosten van de Verenigde Staten tot in zuidoostelijk Canada.

## Levenswijze
De roodrugsalamander is een nachtdier dat zich overdag verstopt onder stenen en bladeren en tijdens de schemering op jacht gaat.
Het is een carnivoor die jaagt op kleine diertjes. Op het menu staan voornamelijk op de bodem levende insecten en de larven, maar ook andere dieren worden wel buitgemaakt. Voorbeelden van prooidieren zijn wantsen, cicaden, mieren, termieten, springstaartjes en mijten. De salamander klimt soms in planten om op prooien te jagen maar om uitdroging te voorkomen jaaft het dier voornamelijk op het land.

## Voortplanting en ontwikkeling
Van de vrouwtjes is bekend dat ze een voorkeur hebben voor een groter mannetje om mee te paren. Ook is het belangrijk dat hij een territorium heeft dat rijk is aan prooidieren maar geen andere vrouwtjes bevat. Hierdoor kan ze haar eieren voorzien van voldoende voedsel.
De roodrugsalamander vertoont enige vorm van monogamie, wat heel zeldzaam is bij de amfibieën. De vrouwtjes waarderen geen mannetjes die de geur van andere vrouwtjes dragen. Ook van de mannetjes is bekend dat ze een vrouwtje dat de geur van mannelijke soortgenoten draagt liever negeren. De mannetjes bewaken het vrouwtje waarmee ze hebben gepaard ook tegen andere mannetjes.
De paring vindt plaats in oktober tot april, waarna er in juni of juli eitjes gelegd worden die door het vrouwtje worden bewaakt tot ze uitkomen. De jonge salamanders jagen in de strooisellaag. Bij droogte wordt het jagen bemoeilijkt, en trekken ze naar de territoria van de volwassen dieren. De volwassen roodrugsalamanders tolereren de jongen binnen hun habitat, in tegenstelling tot volwassen soortgenoten.